# Rysäkari
Rysäkari ou Ryssänkari est une île du golfe de Finlande de Kallahti à Helsinki en Finlande.

## Géographie
Rysäkari est un bastion historique et une île militaire en face de la ville d'Helsinki, à cinq kilomètres au sud-ouest de Lauttasaari. 
Rysäkari est restée interdite d'accès pendant près de cent ans. 
Elle a une superficie de 9,65 hectares et mesure 400 mètres de long,.

## Histoire
L'île abrite un ensemble de forts du Krepost Sveaborg  de la première Guerre mondiale. 
Il y avait autrefois une caserne, une maison d'officier, un bâtiment de cantine et de cuisine, des dépendances et des entrepôts. 
Ce qui en reste est une maison d'officier, une maison militaire, une boulangerie et un bâtiment d'équipage, et divers entrepôts.
Les bâtiments les plus anciens de l'île datent des années 1910. 
Les anciens bâtiments les mieux conservés sont la maison des officiers et la maison militaire.
Le rocher a une tour de contrôle de tir en béton, la tour dite Rikama. 
Au sud se trouve une prairie côtière classée réserve naturelle.

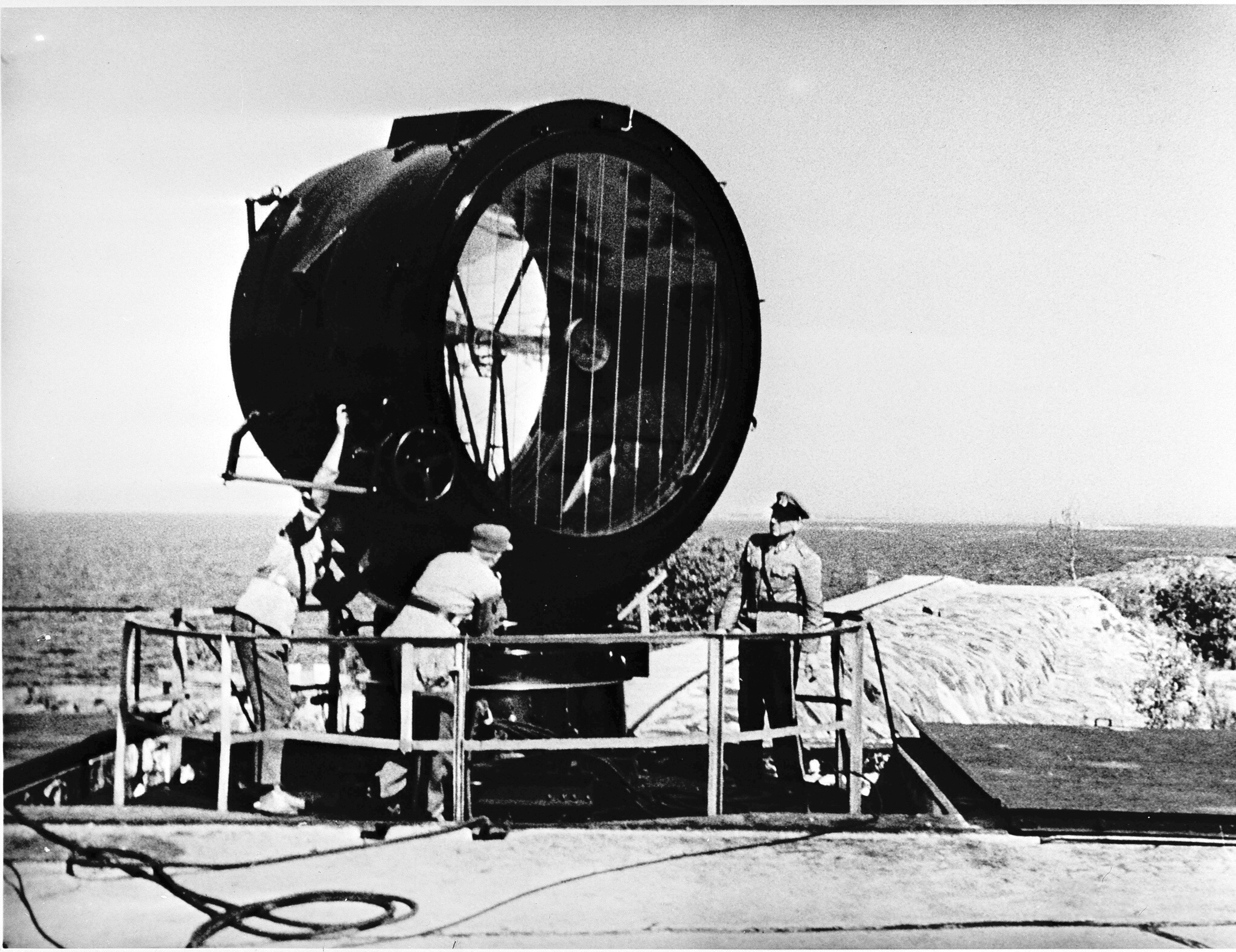
Projecteur de la défense aérienne à Rysäkari en août 1941.